# Rathaus Palfries

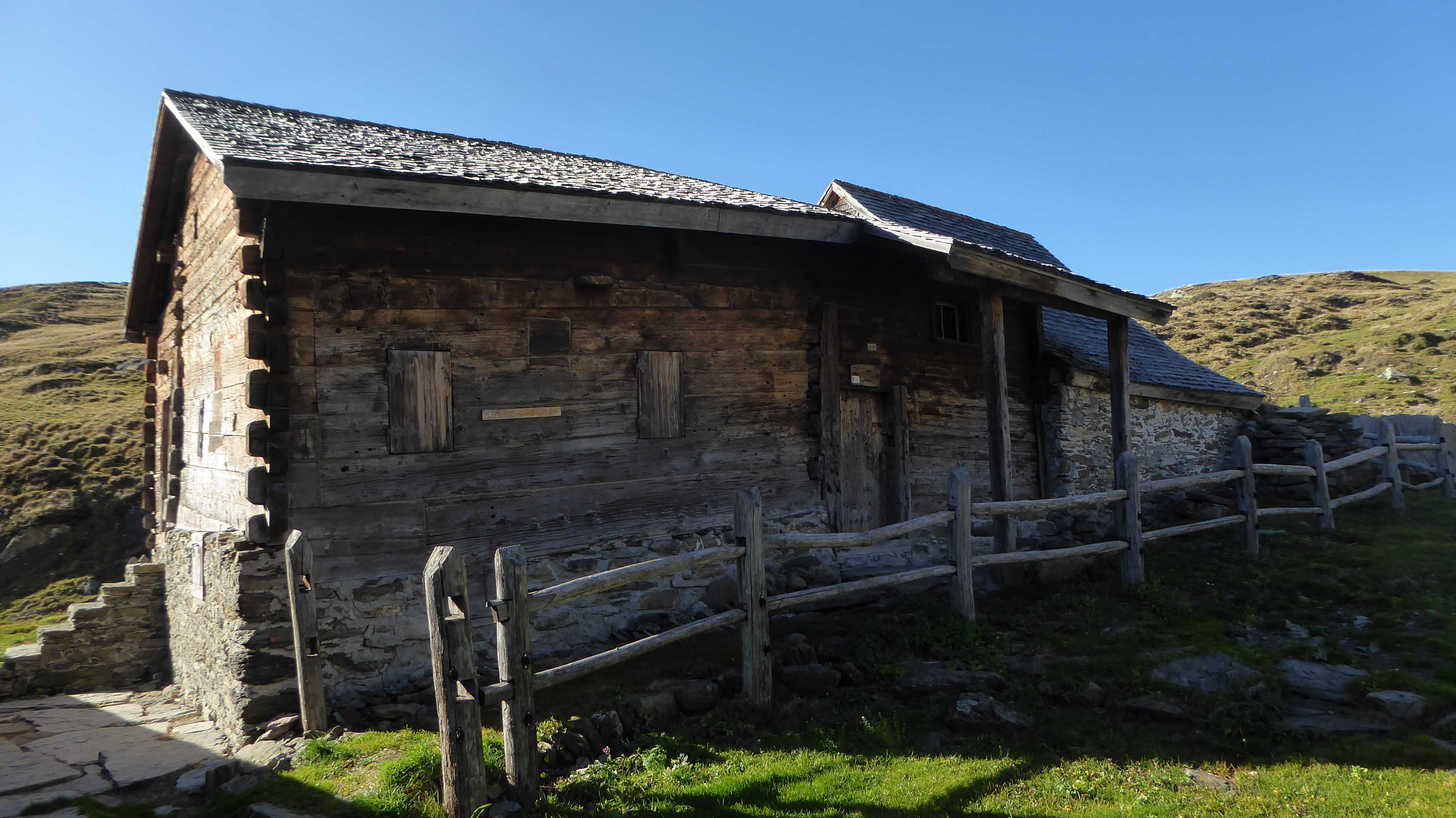
Rathaus Palfries von Osten

Das sogenannte Rathaus Palfries im Ortsteil „Althus“ von Hinterpalfries ist ein rund 600 Jahre alter Strickbau auf 1630 m ü. M. auf der Alp Palfries in der Gemeinde Wartau in der Ostschweiz.

## Konstruktion

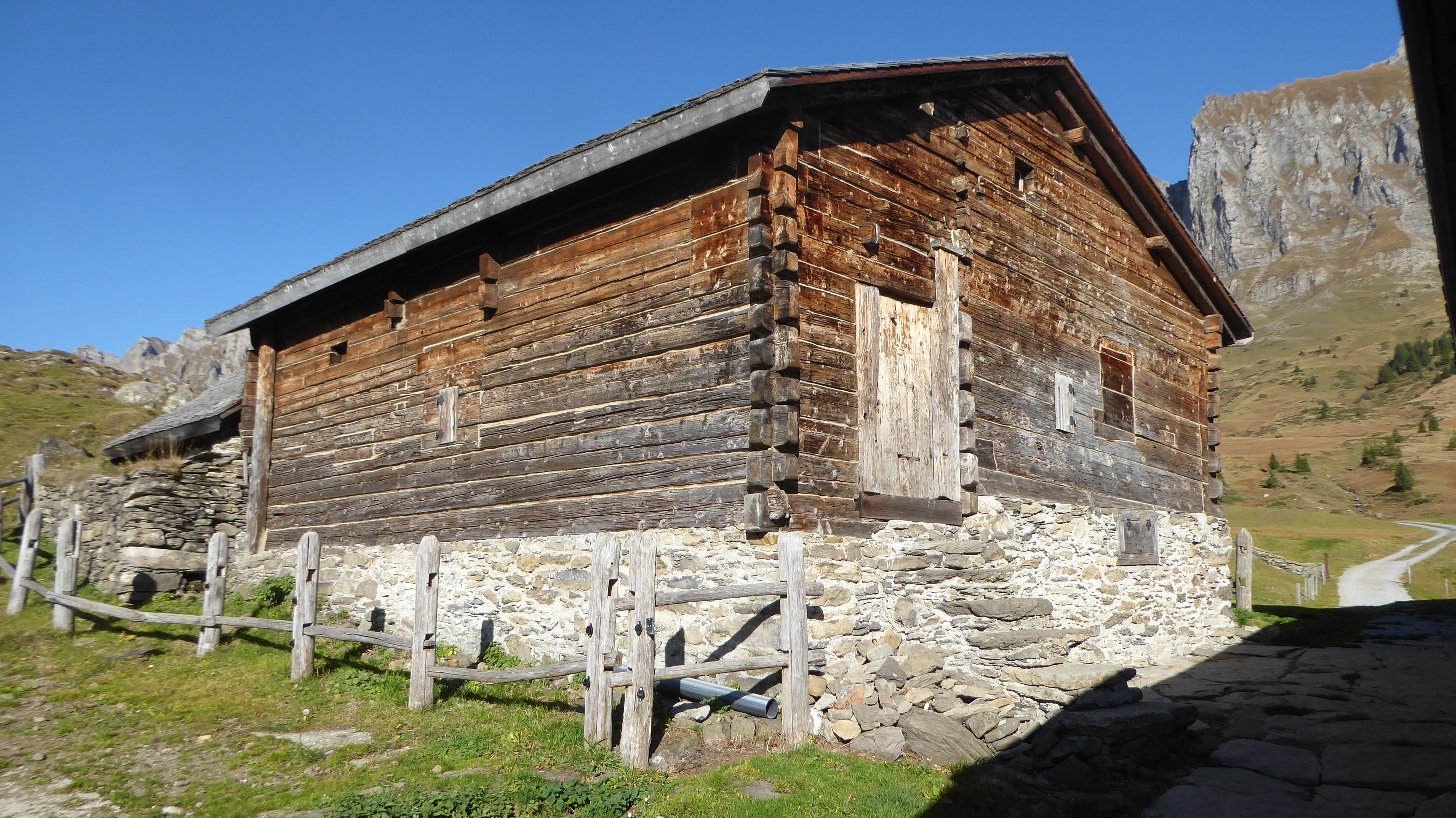
Ansicht von Südwesten

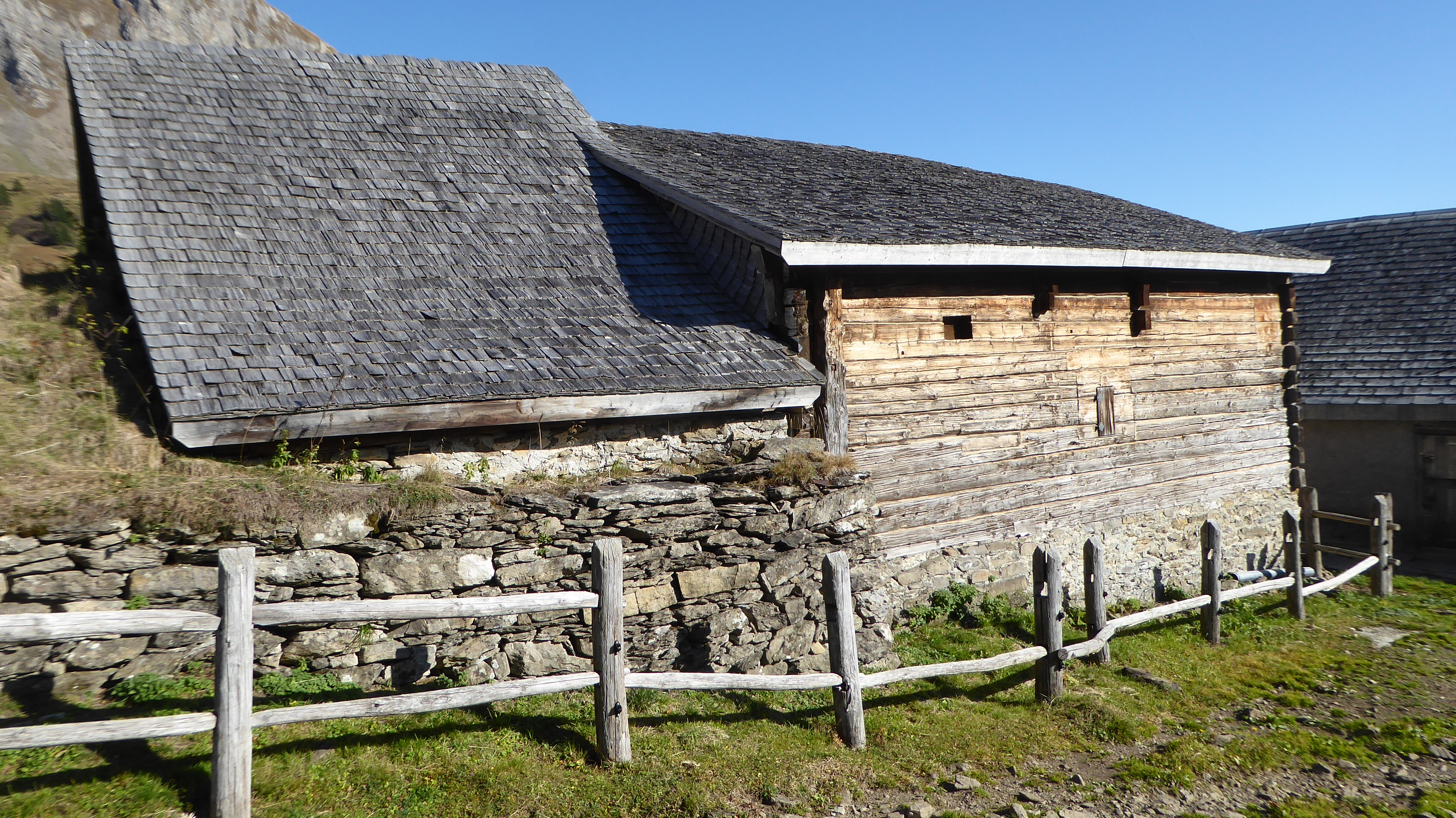
Käsekeller auf der Rückseite

Der Strickbau mit erhöhtem Eingang hat ein schwach geneigtes Satteldach und steht mit der Rückfassade im Erdreich. Der Kernbau hat eine Grundfläche von 9 × 8 Metern. Talseitig befindet sich die leicht erhöhte Stube und darüber eine Kammer. Der Hauseingang an der Südostseite führt in den Gang neben der Stube, der an der Nordostseite direkt in die Rauchküche. Über eine sehr steile Treppe gelangt man in den Keller. Der gemauerte Käsekeller hinter dem Wohnteil ist jünger. Dessen Dach hat die gleiche Firstrichtung, ist aber steiler und höher. 

## Geschichte
1414 wurde Palfries erstmals als Walsersiedlung erwähnt. Eine dendrochronologische Untersuchung ergab 1997, dass das Bauholz zwischen 1407 und 1410 gefällt wurde. Eine Urkunde aus dem Jahr 1146 weist nach, dass die Wartauer Walser als Gemeinde mit einem eigenen Ammann organisiert waren. Ob es sich bei diesem archaischen Bau tatsächlich um das Rathaus der Walser am Gonzen gehandelt hat, ist hingegen nicht sicher. Auch ein ebener Platz am Walserberg  wird als Rathausboden bezeichnet.
Bei der Restaurierung 1969/70 wurde das Gebäude in den ursprünglichen Zustand versetzt und ein Anbau auf der Westseite entfernt. 1998 wurde das Dach mit grossen Schindeln einer Douglasie neu gedeckt.

## Innenausstattung

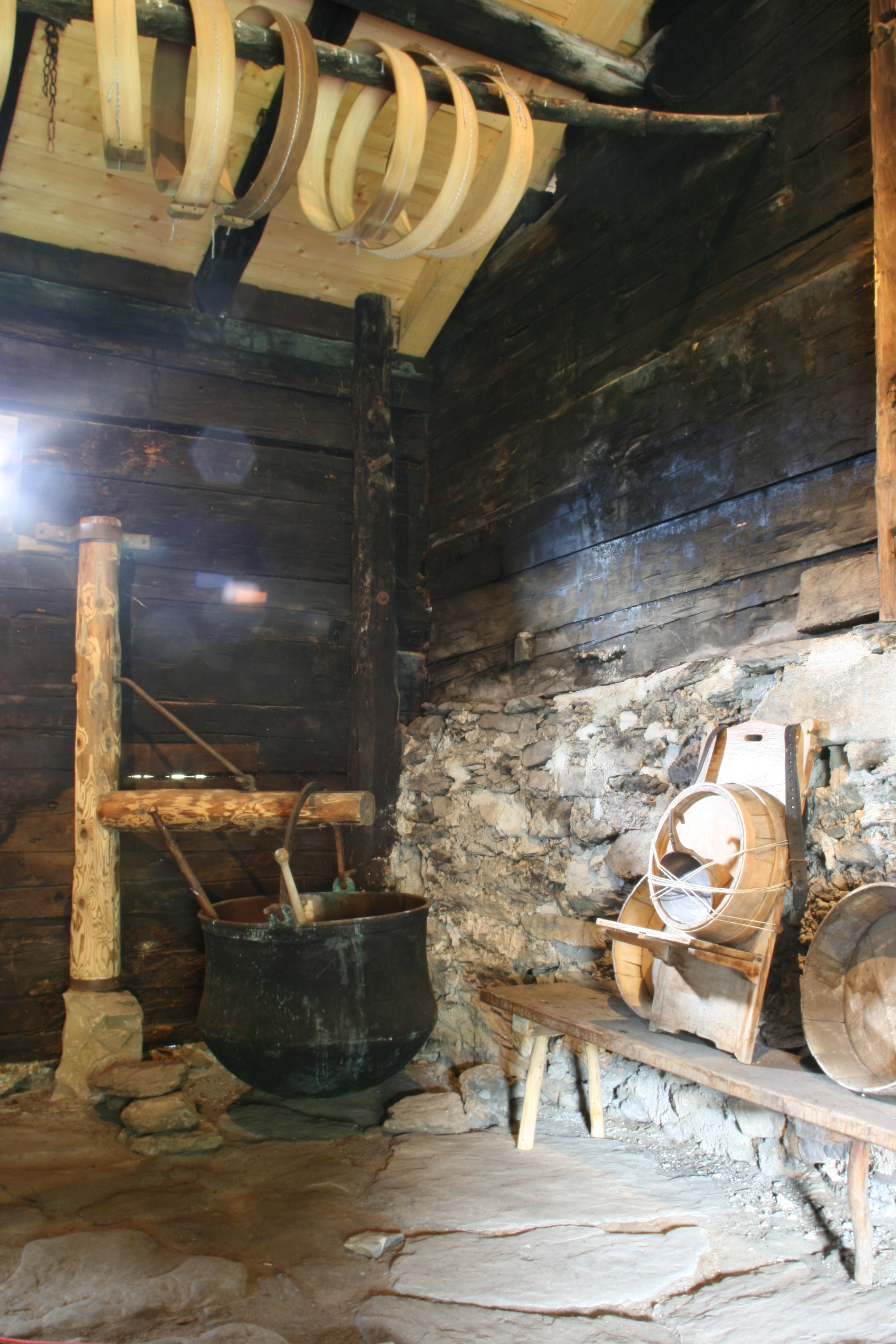
Offener Arbeits- und Küchenraum
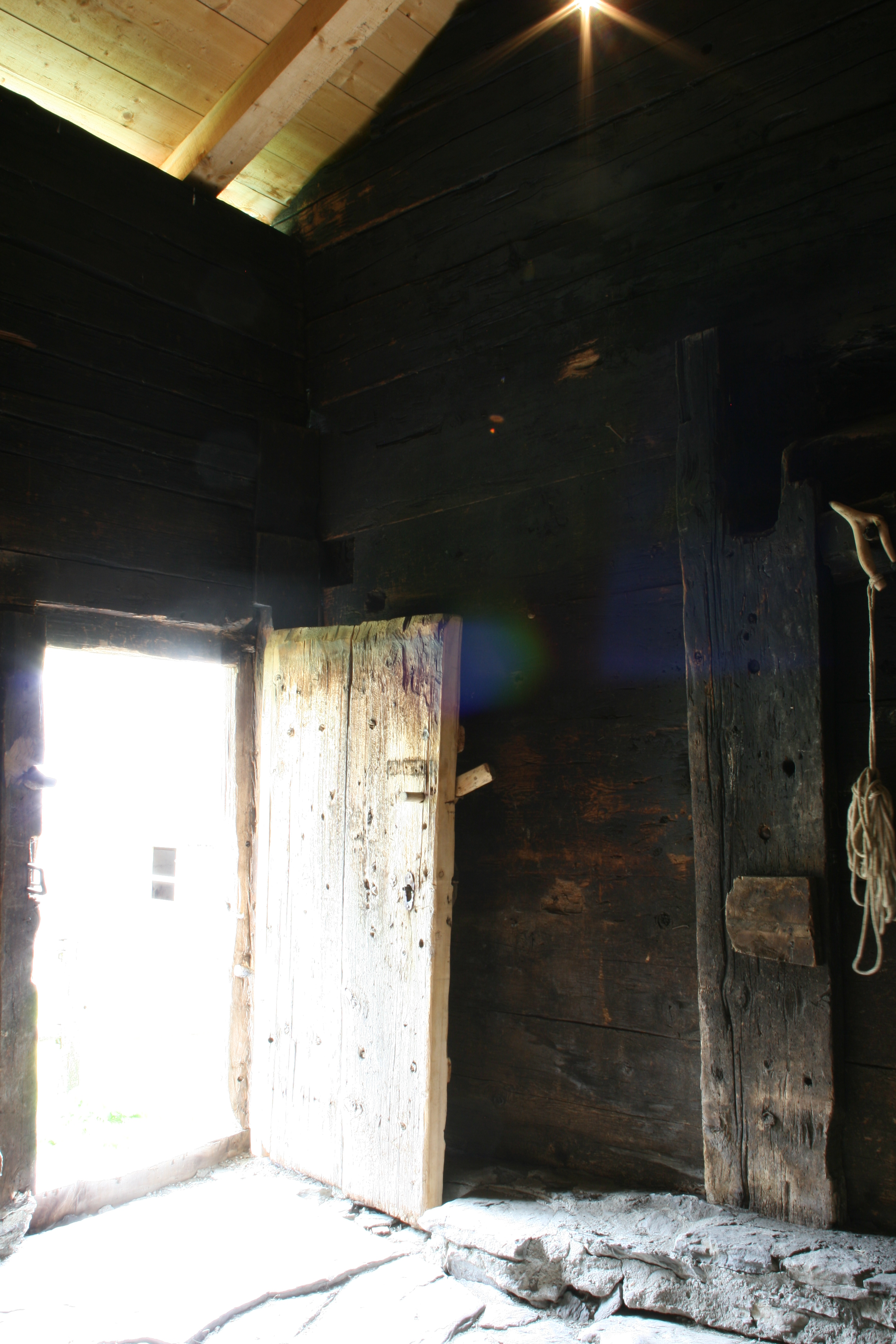
Eingang in die Küche
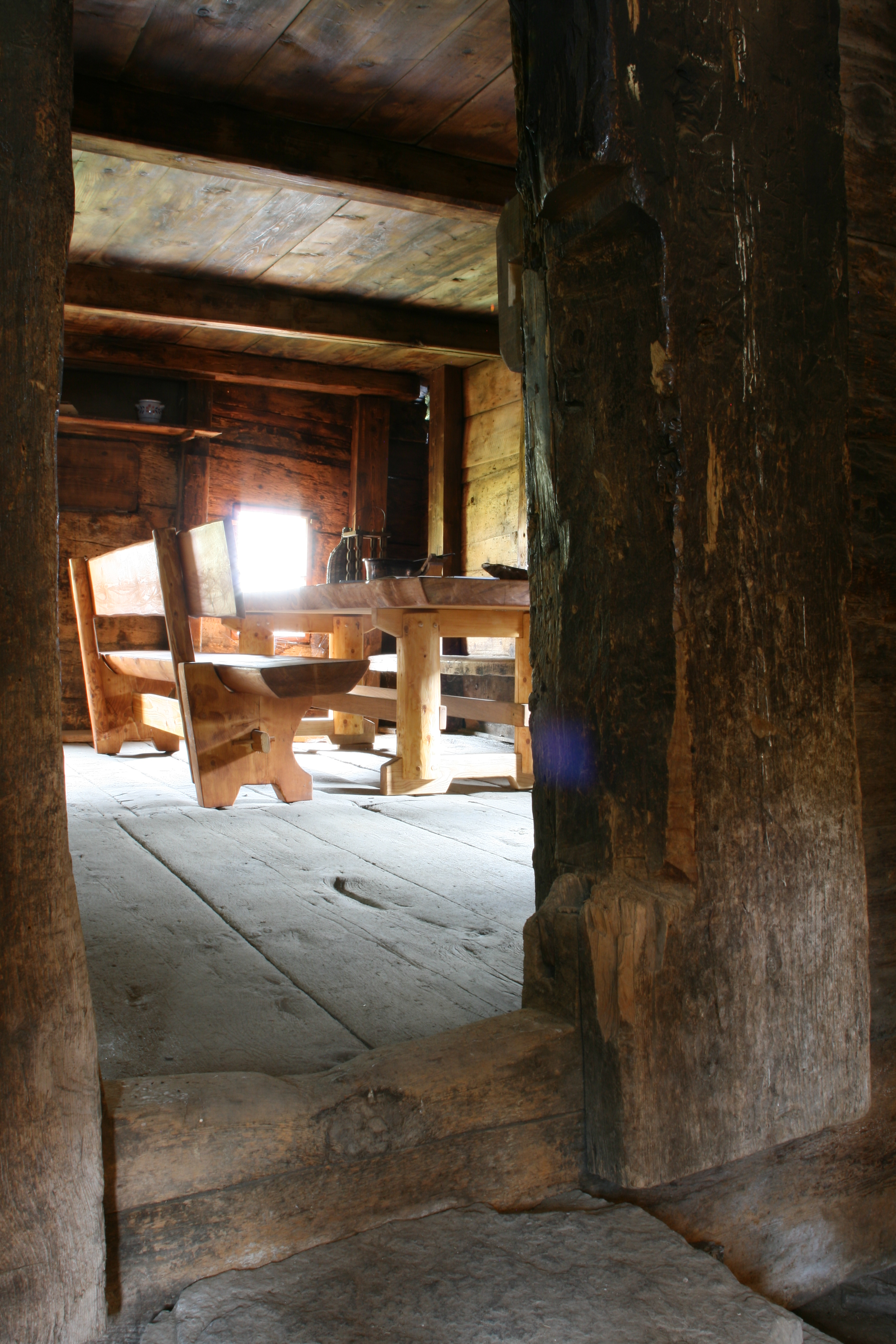
Blick in die Stube
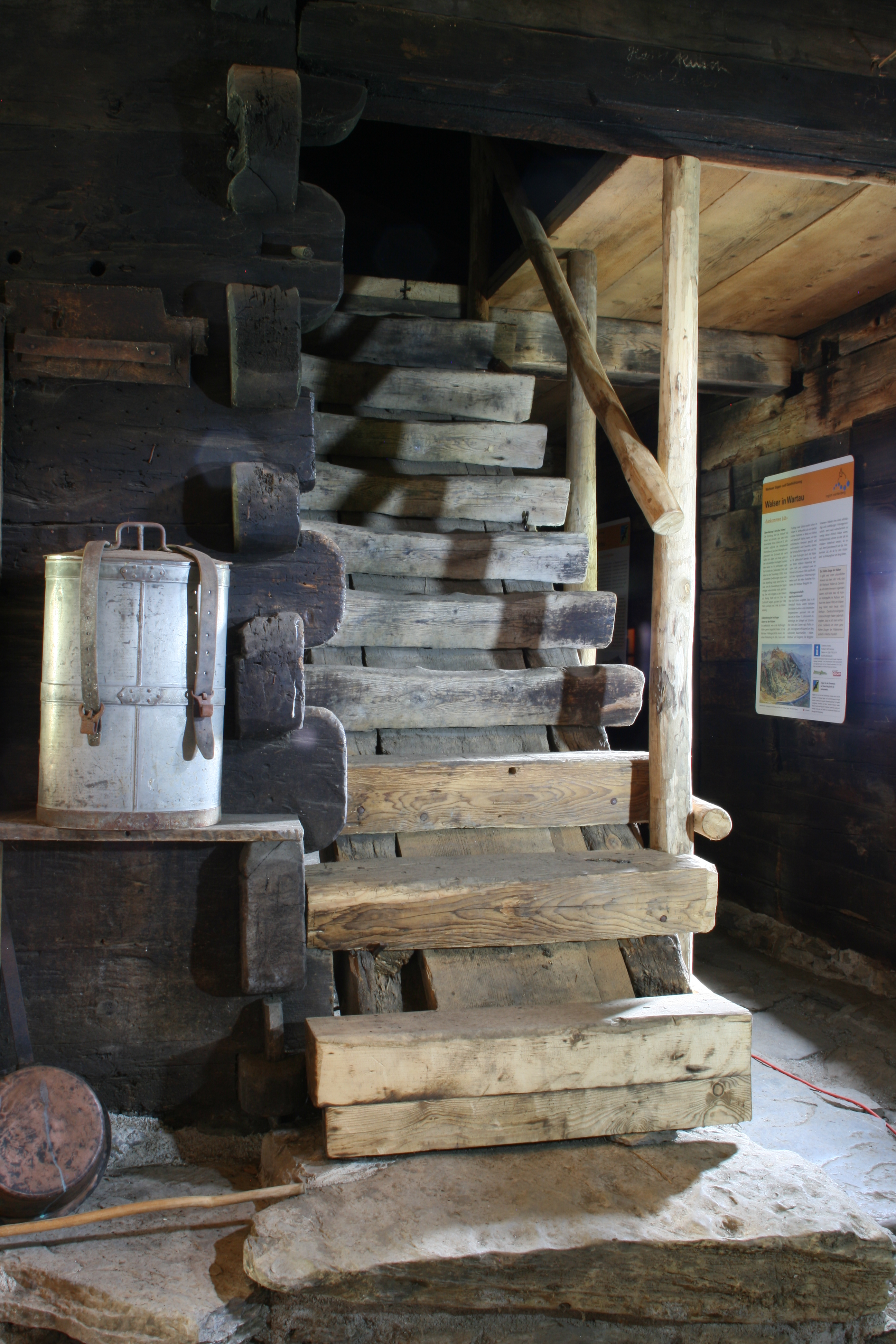
Treppe ins Obergeschoss
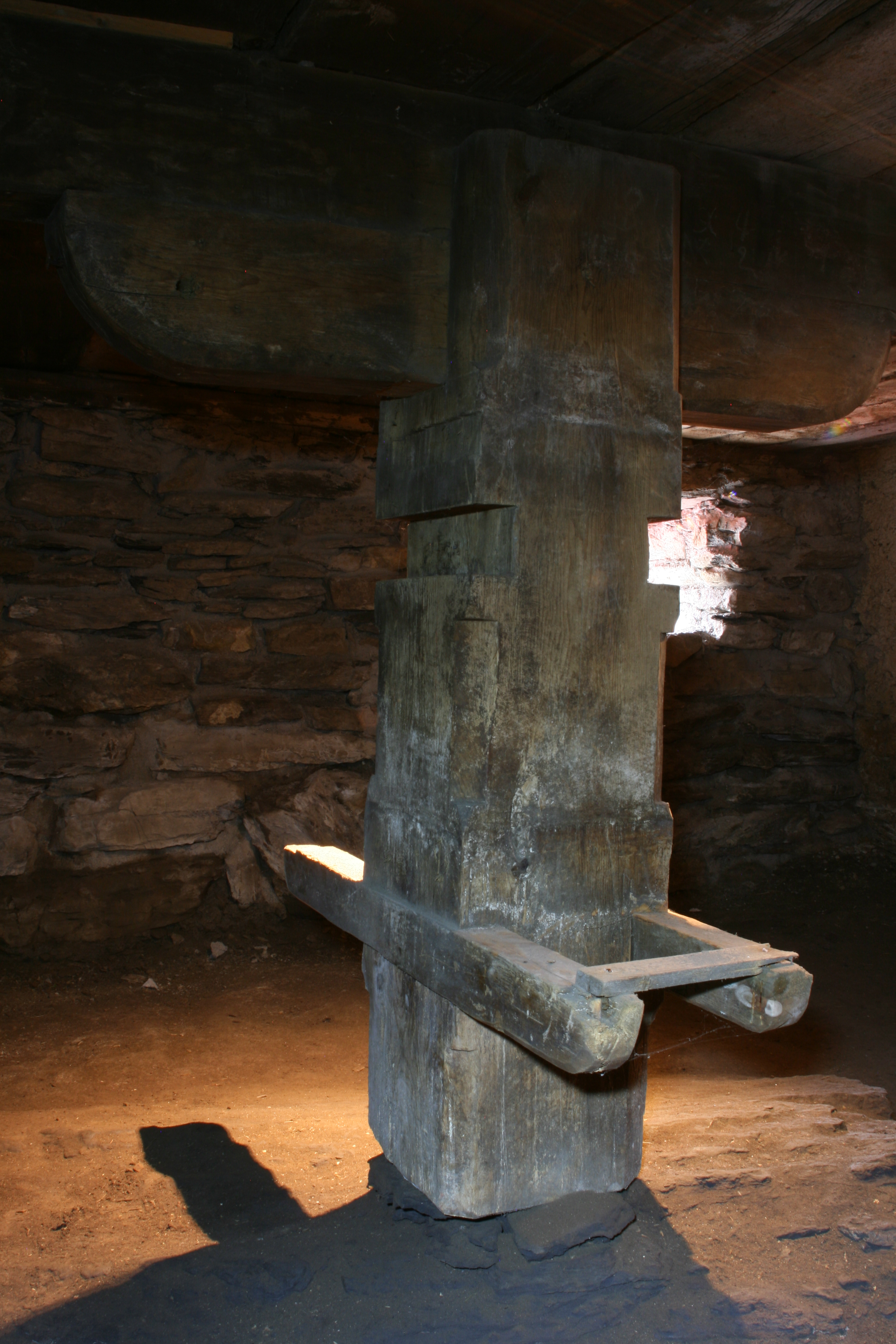
Massive Stütze im Keller